# Calico (entreprise)
Pour les articles homonymes, voir Calico.
Calico est une société de biotechnologie fondée le 18 septembre 2013 par Google dans le but de lutter contre le vieillissement humain et ses maladies associées, avec pour projet déclaré de Tuer la mort,,,.
Installée dans le complexe Google X Lab, la société est dirigée par Arthur Levinson, biologiste siégeant au conseil d'administration d'Apple, du laboratoire pharmaceutique Hoffmann-La Roche et ancien dirigeant de l’entreprise de biotechnologie Genentech.
Le nom Calico est un acronyme de California Life Company.

## Google et le transhumanisme
Depuis quelques années, Google est devenu l'un des principaux financeurs du mouvement transhumaniste, notamment par le soutien massif des entreprises portant sur les nanotechnologies, biotechnologies, informatique et sciences cognitives (NBIC). En décembre 2012, Google a engagé au sein de son équipe dirigeante Raymond Kurzweil, spécialiste de l'intelligence artificielle, théoricien du transhumanisme et cofondateur de la Singularity University, par ailleurs parrainée financièrement par Google, prônant le concept de singularité technologique, c'est-à-dire l'avènement d'une intelligence artificielle qui « dépassera » les capacités du cerveau humain,. 
L'ambition de Google est ouvertement de réussir à appliquer son modèle de réussite dans le domaine des technologies de l'information à celui des technologies de la santé et des biotechnologies, afin d'améliorer la qualité et de prolonger la durée de la vie humaine, notamment en faisant de son moteur de recherche la première et la plus performante des intelligences artificielles.

## Citations
Larry Page, fondateur de Google :
- « Si on résout le cancer, on ajoute environ trois ans à l'espérance de vie moyenne. On pense que résoudre le cancer serait ce truc énorme qui changerait le monde. Mais quand on prend un peu de distance on voit que, oui, il y a énormément de cas tragiques de cancer, et c'est très très triste, mais, globalement, ce ne serait pas une si grande avancée que ça. »